# 1289 هـ
1289 هـ هي سنة في التقويم الهجري امتدت مقابلةً في التقويم الميلادي بين سنتي 1872 و1873.

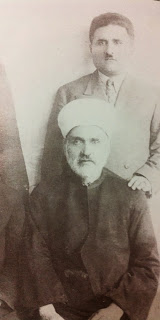
أحمد رضا

## أحداث
- الأمام عبد الله بن فيصل يعين الأمير عبد الرحمن بن فيصل نائب وزير وزارة الحروب السعودية القديمة، وزيرا لوزارة الحروب السعودية القديمة بعد أن تقاعد الأمير محمد بن فيصل بن تركي عن العمل في الوزارة.
- الأمام عبد الله بن فيصل يعين عمه الأمير جلوي بن تركي نائبا لوزير وزارة الحروب.
- الأمير فيصل بن عبد الرحمن بن فيصل يتخرج من تعليمه ويتجه للأعمال الحكومية.
- الأمير جلوي بن تركي يتقاعد عن العمل ويتقاعد عن عمله نائبا لوزير وزارة الحروب.
- الأمام عبد الله بن فيصل يعين الأمير فيصل بن عبد الرحمن بن فيصل نائبا لوزير وزارة الحروب السعودية القديمة.
- الأمام عبد الله بن فيصل يقوم ببناء قصر باسم قصر الأمام عبد الله بن فيصل وقد هدم في ما بعد في نفس القرن الهجري.

## مواليد
- أحمد رضا
- الأمير مساعد بن جلوي بن تركي آل سعود ابن عم الأمام عبد الله بن فيصل. توفي في عام 1309هـ
- الأمير خالد بن عبد الرحمن بن فيصل الأبن الثالث للأمام عبد الرحمن بن فيصل. توفي في عام 1370هـ
- أوبري بيردزلي
- جوزبي غبريالي
- حقي آلتون بزر
- عبد المحسن الكاظمي
- كرنكو
- كونتي روسيني
- محمد عفيفي الباجوري
- مصطفى لطفي المنفلوطي
- هادي آل كاشف الغطاء

## وفيات
- بيدل الكرمنشاهي
- جعفر الدارابي
- زين العابدين الكلبايكاني
- عبد الخالق اليزدي
- هادي السبزواري
- هادي السبزاوري
- الأمير مساعد بن تركي بن عبد الله آل سعود عم الأمام عبد الله بن فيصل.
- الأمير محمد بن تركي بن عبد الله آل سعود عم الأمام عبد الله بن فيصل.
- سعد بن جزاء.